# Jose Ricare Manguiran
Jose Ricare Manguiran (* 27. August 1936 in Carcar) ist ein philippinischer Geistlicher und emeritierter Bischof von Dipolog.

## Leben
Jose Ricare Manguiran empfing am 27. Dezember 1966 die Priesterweihe.
Papst Johannes Paul II. ernannte ihn am 27. Mai 1987 zum Bischof von Dipolog. Die Bischofsweihe spendete ihm der Apostolische Nuntius auf den Philippinen, Bruno Torpigliani, am 19. August desselben Jahres; Mitkonsekratoren waren Gaudencio Borbon Rosales, Bischof von Malaybalay, und Francisco F. Claver S.J., Altbischof von Malaybalay.
Papst Franziskus nahm am 25. Juli 2014 seinen altersbedingten Rücktritt an.